# Forest River
Forest River Inc. er en amerikansk producent af autocampere, campingvogne, trailere, pontonbåde, varebiler og buser.
Forest River, Inc. blev etableret i 1996 af Peter Liegl.
Deres produkter sælges under mærker som: Salem, Sierra, Sandpiper, Wildwood, Rockwood, Flagstaff, Summit, Quailridge og Cargo Mate. I 2005 blev Forest River overtaget af Berkshire Hathaway.